# الف زینت
اَلِفِ زینت چنان‌که از نام آن بر می‌آید الفی است که به عنوان زینت به پایان واژه‌ها افزوده می‌شود و بیش از هرکجا در شعر کاربرد دارد تا وزن شعر حفظ گردد.
برای نمونه در شاهنامه به چنین شعری برمی‌خوریم:
| به گرگین چنین گفت پس بیژنا |  | که من پیشتر سازم این رفتنا |